# التلميذة والأستاذ (فلم)
التلميذة والأستاذ هو فيلم كوميدي مصري من إخراج أحمد ضياء الدين وبطولة سعاد حسني، شكري سرحان، عبد المنعم مدبولي، سامية شكري، جمالات زايد، أحمد الحداد، نادية عزت وإنعام سالوسة. صدر الفيلم في 4 نوفمبر 1968.

## نبذه
تدور الأحداث في إطار كوميدي حول «وحيد» مدرس الموسيقى بإحدى المؤسسات الاجتماعية، تعجب به تلميذته «سلوى» التي تدخل المؤسسة بسبب جريمة قتل ارتكبتها للدفاع عن نفسها عندما حاول صاحب العمل الاعتداء عليها، فتحاول أن تختلق الأسباب للخروج من المؤسسة، كما تقوم بمشاركته الغناء متخفية في فرقته الموسيقية التي يقودها، فيحاول «وحيد» بشتى الطرق أن يتعرف على هويتها.

## طاقم العمل
- سعاد حسني بدور سلوى
- شكري سرحان بدور وحيد
- عبد المنعم مدبولي بدور عبده المعاون
- سامية شكري بدور مدام أزهار
- جمالات زايد بدور الأبلة
- أحمد الحداد بدور أحمد البواب
- نادية عزت بدور حميدة [2]
- إنعام سالوسة بدور زميلة سلوى [3]

## وصلات خارجية
- مقالات تستعمل روابط فنية بلا صلة مع ويكي بيانات